# Étrembières
Étrembières település Franciaországban, Haute-Savoie megyében. Lakosainak száma 2624 fő (2022. január 1.). Étrembières Annemasse, Arthaz-Pont-Notre-Dame, Bossey, Gaillard, Monnetier-Mornex, Vétraz-Monthoux és Veyrier községekkel határos.

## Népesség
A település népességének változása:
| Lakosok száma | 2172 | 2436 | 2439 | 2453 | 2501 | 2556 | 2612 | 2619 | 2624 |
|               | 2013 | 2015 | 2016 | 2017 | 2018 | 2019 | 2020 | 2021 | 2022 |